# Illes Scilly
Les illes Scilly (en anglès Isles of Scilly, en còrnic Ynysek Syllan) són un grup d'illes del nord de l'Atlàntic situades al sud-oest de Cornualla (Gran Bretanya), a uns 45 km del cap de Land's End.
Situades sota els 50° N, són la part més sud-occidental de tot el Regne Unit, amb un clima especialment temperat gràcies a la influència suavitzadora del corrent del Golf. Així, les gelades o nevades hi són molt rares (hom ho aprofita per al cultiu primerenc de flors), si bé a vegades es veu sotmesa a espectaculars ventades i a temporals marins.
Cinc de les illes són habitades, amb una població total de 2.162 habitants (2002). A més a més, hi ha unes 140 illes i illots addicionals sense poblament humà. Actualment tenen un govern autònom conjunt.

## Història
Es creu que són les antigues illes anomenades Silura de Britànnia, a la costa dels dumnonis (dumnonii) que vivien a l'extrem sud-oest. Segurament és la mateixa illa o grup anomenat Sylina per Sulpici Sever.